# Prats i Sansor
Prats i Sansor est une commune de la comarque de Basse-Cerdagne dans la province de Lérida en Catalogne (Espagne).

## Géographie
Commune située dans les Pyrénées en Cerdagne.

## Lieux et monuments

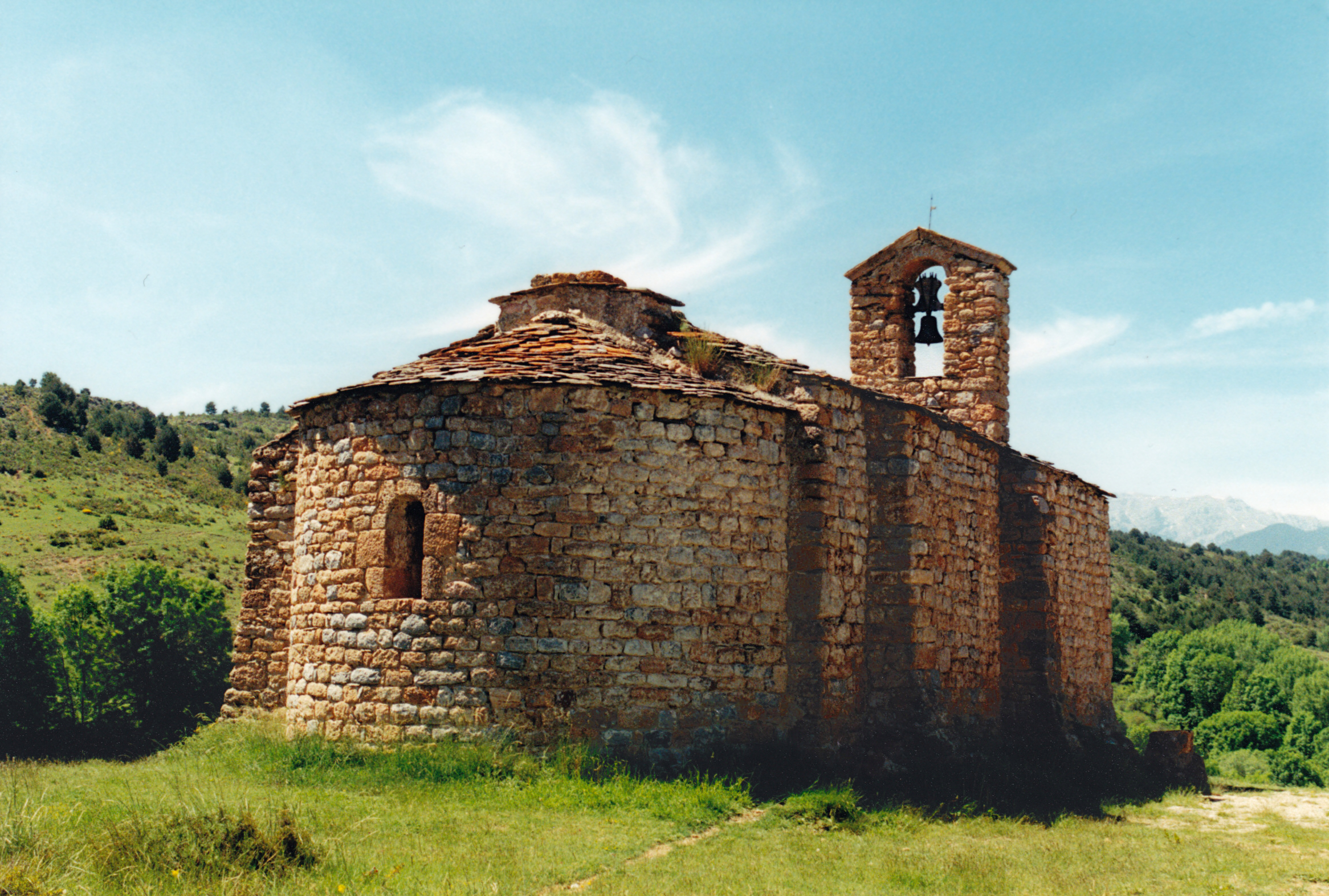
Église Saint-Sauveur de Predanies

- Église Saint-Sauveur de Predanies